# Тайны миллиардера
«Тайны миллиардера» (англ. The Jinx: The Life and Deaths of Robert Durst; дословно «Проклятие: жизнь и смерти Роберта Дёрста») — документальный мини-сериал HBO о наследнике недвижимого имущества, сыне нью-йоркского магната, Роберте Дёрсте, обвиняемом в убийстве. Режиссёр и создатель Эндрю Джареки.
Сериал был снят Эндрю Джареки, который ранее в, 2010 году, снял художественный фильм «Всё самое лучшее», вдохновлённый биографией Дёрста. Дёрст выразил восхищение фильмом и после его выхода позвонил Джареки и предложил дать интервью (этот разговор был записан и включён в документальный фильм). Дёрст дал Джареки более 20 часов интервью в течение нескольких лет, несмотря на то, что ранее никогда не сотрудничал ни с одним журналистом.
«Тайны миллиардера» получил широкую огласку, когда Дёрст был арестован по обвинению в убийстве первой степени его подруги Сьюзан Берман, за день до выхода финальной серии в эфир.

## Синопсис
Сериал исследует нераскрытое исчезновение жены Роберта Дёрста Кэти в 1982 году, убийство писательницы Сьюзан Берман в 2000 году, а также смерть и расчленение в 2001 году соседа Дёрста Морриса Блэка в Галвестоне, штат Техас. Дёрст подозревался в причастности к первым двум убийствам и сознался в третьем, но сослался на самооборону и был оправдан в суде. Сериал использует широкий спектр существующих средств массовой информации, включая кадры новостей, записи с камер наблюдения, улики полиции и архивные интервью, а также кадры, снятые Эндрю Джареки. Он состоит из современных интервью, визуальных реконструкций (некоторые из которых были сняты в доме Джареки в северной части штата Нью-Йорк) и саморефлексивных кадров съёмочного процесса Джареки и странных рабочих отношений с Дёрстом. Его сложный стиль монтажа и повествовательная конструкция подчеркивают противоречия как в жизни Дёрста, так и в совершённых им причудливых и ужасных убийствах.
Во время завершения пятой серии Сареб Кауфман, пасынок Берман, связывается с создателями фильма и просит их просмотреть материалы, оставленные Сьюзан после её убийства. В них он выделяет письмо от Дёрста, отправленное в марте 1999 года: почерк на конверте совпадает и содержит ту же опечатку, что и на анонимном конверте, отправленном в полицию в декабре 2000 года, информирующем об убийстве Берман. Создатели фильма, потрясенные этим откровением, кладут оба конверта в депозитарную ячейку и решают взять второе интервью у Дёрста.
В шестом финальном эпизоде ??создатели сериала посещают судебно-медицинскую экспертизу документов. Проанализировав оба конверта и другие документы в письме Дёрста, он заявляет, что эти два письма имеют характеристики, которые могут исходить от «одного человека и только одного человека». Джареки пытается получить второе интервью с Дёрстом, который внезапно становится уклончивым и незаинтересованным в дальнейших действиях. В какой-то момент он утверждает, что находится в Испании, но Кауфман говорит, что Дёрст сказал ему, что он был в Лос-Анджелесе. После того, как Дёрста арестовывают за нарушение запретительного судебного приказа, поданного его братом Дугласом, Джареки убеждает Дёрста дать второе интервью. Во время интервью Джареки сообщает Дёрсту о совпадении почерков на двух конвертах — Дёрст признаёт сходство, но отрицает написание письма об убийстве Берман. После интервью Дёрст идёт в ванную. По-видимому, не подозревая, что его микрофон всё ещё ведёт запись, он делает бессвязное заявление за кадром, заканчивающееся словами: «Что, чёрт возьми, я сделал? Убил их всех, конечно».

## Эпизоды
| № | Название                                                                                     | Режиссёр      | Автор сценария                                  | Дата премьеры   | Зрители в США (млн) |
| - | -------------------------------------------------------------------------------------------- | ------------- | ----------------------------------------------- | --------------- | ------------------- |
| 1 | «Глава 1: Тело в заливе» «Chapter 1: A Body in the Bay»                                      | Эндрю Джареки | Эндрю Джареки, Марк Смерлинг, Зак Стюарт-Понтье | 8 февраля 2015  | 0,752               |
| 2 | «Глава 2: Бедный маленький богатый мальчик» «Chapter 1: Poor Little Rich Boy»                | Эндрю Джареки | Эндрю Джареки, Марк Смерлинг, Зак Стюарт-Понтье | 15 февраля 2015 | 0,321               |
| 3 | «Глава 3: Дочь гангстера» «Chapter 3: The Gangster's Daughter)»                              | Эндрю Джареки | Эндрю Джареки, Марк Смерлинг, Зак Стюарт-Понтье | 22 февраля 2015 | 0,381               |
| 4 | «Глава 4: Штат Техас против Роберта Дёрста» «Chapter 4: The State of Texas vs. Robert Durst» | Эндрю Джареки | Эндрю Джареки, Марк Смерлинг, Зак Стюарт-Понтье | 1 марта 2015    | 0,388               |
| 5 | «Глава 5: Семейные ценности» «Chapter 5: Family Values»                                      | Эндрю Джареки | Эндрю Джареки, Марк Смерлинг, Зак Стюарт-Понтье | 8 марта 2015    | 0,446               |
| 6 | «Глава 6: Что, чёрт возьми, я сделал?» «Chapter 6: What the Hell Did I Do?»                  | Эндрю Джареки | Эндрю Джареки, Марк Смерлинг, Зак Стюарт-Понтье | 15 марта 2015   | 0,802               |

На некоторых рекламных платформах глава 6 называется «Второе интервью» (The Second Interview).

## Последствия
Дуглас Дёрст, брат Роберта и глава Durst Organization, опасался изображения в документальном фильме семьи Дёрст и, в частности, использования видеозаписей показаний, которые были предметом соглашения о неразглашении. В январе 2015 года он подал прошение в Верховный суд Нью-Йорка, чтобы заставить Джареки раскрыть свои источники. «Дуглас Дёрст обеспокоен [тем], что „Тайны миллиардера“ будет жестокой атакой против фамилии и истории семьи», — говорится в петиции. Доказав, что Роберт или его жена Дебра Ли Чаратан нарушили постановление судьи округа УЭстчестер от 2006 года, Дуглас мог подать в суд на возмещение семейного траста в размере 65 миллионов долларов. Согласно The New York Times, Роберт предоставил кинематографистам «неограниченный доступ» к своим личным файлам, которые включали видеозаписи показаний.
Адвокат Дугласа утверждал, что «Тайны миллиардера» — это «сенсационная документальная драма» и что её режиссёр освобождён от действия закона Нью-Йорка, разработанного для защиты журналистов. Джареки ответил, что использование им драматических инсценировок (актёрами, лица которых никогда не показывались) не было свидетельством беллетризации. Несмотря на попытку «изобразить Роберта Дёрста как человека способом, который может помочь объяснить некоторые его действия, а не как пародийную фигуру», Джареки никогда не обещал Дёрсту, что его фильм в конечном итоге защитит его невиновность.
14 марта 2015 года, накануне выхода в эфир заключительного эпизода, Дёрст был арестован ФБР в Новом Орлеане на основании ордера на убийство первой степени, полученного Департаментом полиции Лос-Анджелеса в связи со смертью Берман. Они провели расследование, основанное на новых доказательствах, представленных в мини-сериале. Associated Press сообщило, что письмо 1999 года, написанное Дёрстом Берман и обнаруженное создателями сериала, предоставило «новые ключевые доказательства», приведшие к предъявлению обвинений в убийстве. По сообщению The New York Times, создатели сериала обратились за юридической консультацией о том, когда передать письмо в правоохранительные органы, взвесив журналистские привилегии против возможных заявлений о неприемлемости доказательств в будущем судебном процессе.
Во время интервью через десять дней после ареста своего брата Дуглас сказал The New York Times, что Роберт преследовал его совсем недавно, 22 февраля 2015 года, в Палм-Бич, штат Флорида. Он почувствовал «огромное облегчение» в связи с поворотом событий, который привёл к аресту Роберта. Резко оспаривая некоторые предположения о семье Дёрст, представленные в документальном фильме Джареки (которого он не видел), и продолжая подчеркивать угрозу, которую Роберт представляет для него и других, Дуглас всё-таки заявил: «Я больше не смотрю через плечо. Я очень благодарен сериалу „Тайны миллиардера“ за это». Дуглас отказался от судебного иска против Джареки в конце апреля 2015 года и, как сообщается, рассматривал возможность заморозить активы своего отчуждённого брата на 74 миллиона долларов.
В апреле 2019 года во время суда над Дёрстом стенограмма из сериале показала, что последние фразы Дёрста были отредактированы и представлены не по порядку. Согласно протоколу, представленному в суд, полные фразы Дёрста были следующими:

«[Неразборчиво] Я не знаю, что ты ожидал получить. Я не знаю, что в доме. О, я хочу это. Убил их всех, конечно. [Неразборчиво] Я хочу сделать что-то новое. В этом нет ничего нового. [Неразборчиво - возможно, «катастрофа».] Он был прав. Я ошибался. [Отрыжка]. У меня затруднения с вопросом. Что, чёрт возьми, я сделал?».

Акцент сделан на двух строках, отредактированных не по порядку.
Джареки, Смерлинг и Стюарт-Понтье защищали правки как «полностью отражающие то, что сказал Дёрст». Режиссёр-документалист Марк Джонатан Харрис охарактеризовал правки как «проблемные», заявив, что утверждения Дёрста «определенно более двусмысленны в расшифровке стенограммы», а редактирование сделало их «осуждающими».

## Саундтрек
Открывающая музыкальная тема «Fresh Blood» написана и исполнена группой Eels.. Оригинальная партитура была написана Уэстом Диланом Тордсоном в соавторстве с Джоном Кьюсиаком На протяжении всего сериала присутствует музыкальная пила в исполнении Натальи Паруз.

## Приём
«Тайны миллиардера» получил широкое признание критиков и шумиху в СМИ, особенно после выхода в эфир его разоблачающего финала. Джон Хендриксон из Esquire назвал финал сериала «одним из самых потрясающих моментов в истории телевидения». Майк Хейл из The New York Times сказал, что это «мучительное, удивительное телевидение». Шон Т. Коллинз из The New York Observer назвал сериал «единорогом документалиста: поиски истины, которую находят эффектно».
Другие критики обвинили документальный фильм в том, что он проводит неудобную грань между повествованием и журналистикой. Через два дня после ареста Дёрста и через день после выхода в эфир заключительной серии" The New Yorker сообщил, что «кинематографисты, опрошенные о графике представленных событий, отменили предстоящие интервью». В частности, на вопрос о том, произошёл ли арест Роберта Дёрста за посягательство на собственность его брата Дугласа до второго интервью режиссёра с Робертом, как подразумевает «Тайны миллиардера», Эндрю Джареки ответил: «Да, я думаю, что я должен ответить вам и дать соответствующий ответ». Несколько СМИ задали вопрос, как долго создатели фильма работали над доказательствами, наносящими ущерб Дёрсту, прежде чем передать их правоохранительным органам.
Впоследствии Джареки разослал объяснения нескольким СМИ:
«Учитывая, что нас, скорее всего, вызовут в качестве свидетелей в любом случае, когда правоохранительные органы решат возбудить дело против Роберта Дёрста, нам не следует давать дальнейшие комментарии по этим нерешённым вопросам. Мы можем подтвердить, что улики (включая конверт и запись в туалетной комнате) были переданы властям несколько месяцев назад».
Исследование The Guardian в материалах дела округа Уэстчестер показало, что, вопреки утверждениям тогдашнего окружного прокурора Джанин Пирро в сериале «Тайны миллиардера» о том, что «мы собирались поговорить с» Сьюзен Берман об исчезновении Кэти Дёрст, следователи из Нью-Йорка ещё не назначили допрос и не профинансировали следователя для посещения Берман в Калифорнии до её убийства 23 декабря 2000 года. Дёрст сказал в показаниях 2005 года, взятых из «Тайны миллиардера», что Берман позвонила ему незадолго до её смерти и сказала: «Полиция Лос-Анджелеса связалась со мной. Они хотели поговорить об исчезновении Кэти Дёрст».
Хотя Департамент полиции Лос-Анджелеса отрицал какую-либо связь между арестом Дёрста и показом на HBO финала сериала «Тайны миллиардера», Дик ДеГерин, адвокат Дёрста, резко раскритиковал время его выхода. «Думаю ли я, что это совпадение? Чёрт, нет», — сказал он. «В течение нескольких лет ходили слухи, инсинуации и предположения, и теперь мы собираемся дойти до суда по этому поводу».

## Награды
В 2015 году «Тайны миллиардера» был номинирован на шесть премий Primetime Creative Arts Emmy Awards и выиграл две: лучший документальный сериал или документальный фильм и лучший монтаж документальных программ.
«Тайны миллиардера» был также награждён премией Пибоди 2015 года, а также премией Ассоциации телевизионных критиков за выдающиеся достижения в фильмах, мини-сериалах и спешелах. Марк Смерлинг, Эндрю Джареки и Джейсон Блум получили премию Гильдии продюсеров Америки за продюсирование документального телевидения.

## Международное вещание
Премьера мини-сериала состоялась в Австралии 7 мая 2015 года на канале Showcase, в Индии — 9 июня 2015 года на канале HBO Defined.